# Kask m/1827

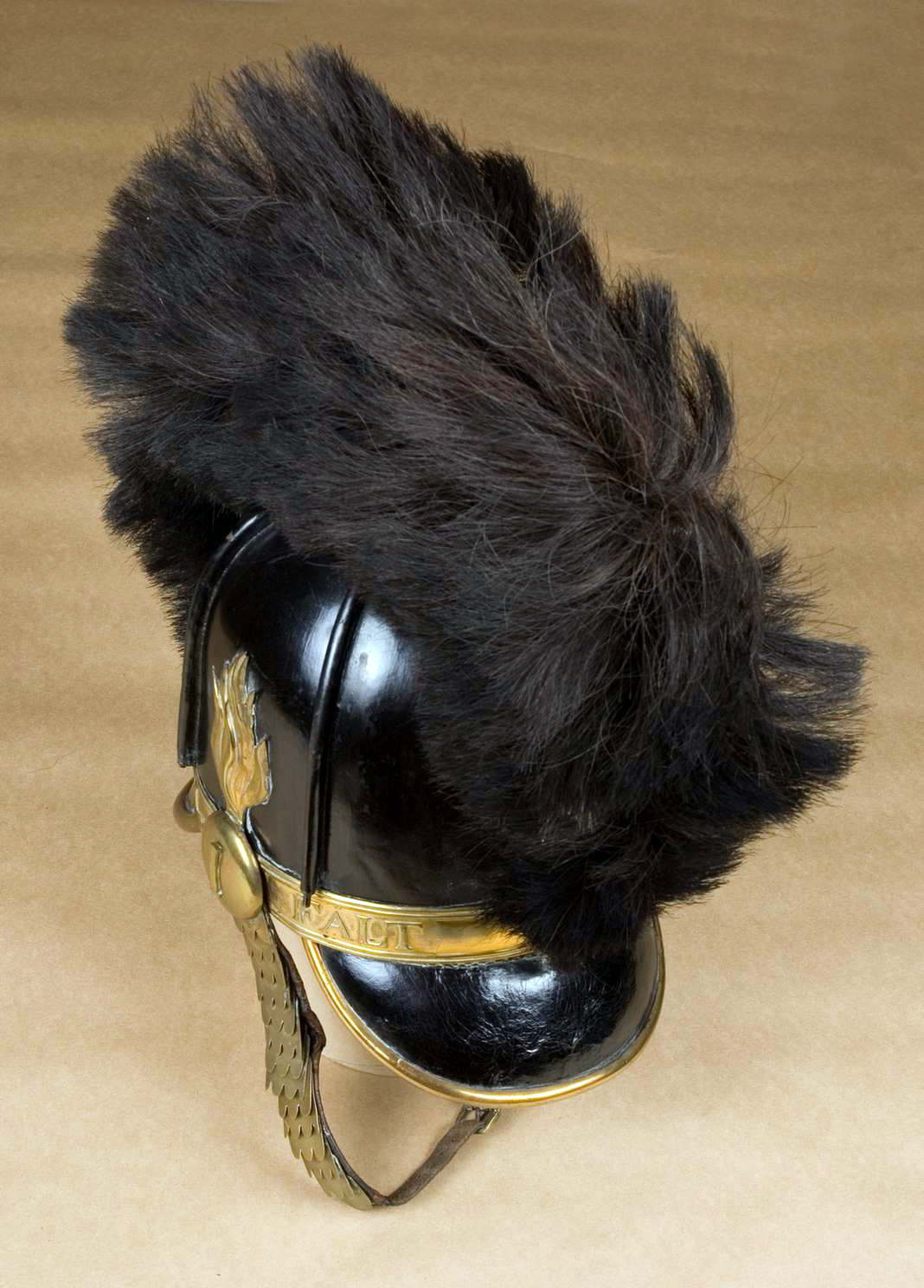
Kask m/1827 för manskap vid artilleriet med liggare av tagel.

Kask m/1827 är en kask som har använts inom svenska försvarsmakten (dåvarande krigsmakten).

## Utseende
En svartlackerad kask med hel liggare av tagel för manskap och björnskinn för officerare. Kasken har en rundad skärm, kantad av ett band guldfärgad metall. Baktill är den försedd med ett nackskydd, något mindre än skärmen, men även den kantad av ett band guldfärgad metall. På höger sida finns en granat med eldsflammor som håller i hakremmen och visar kompaninumret. Inskriptionen på mässingsbandet som löper runt kasken lyder "Kongl. Fält Artilleriet". Hakremmen av läder pryddes av metallfjäder och kunde spännas runt hakan med ett spänne.

## Användning
Kask m/1827 användes av artilleriet och ersatte tschakån som tidigare använts. Kasken ersattes senare av kask m/1845.

## Fotografier

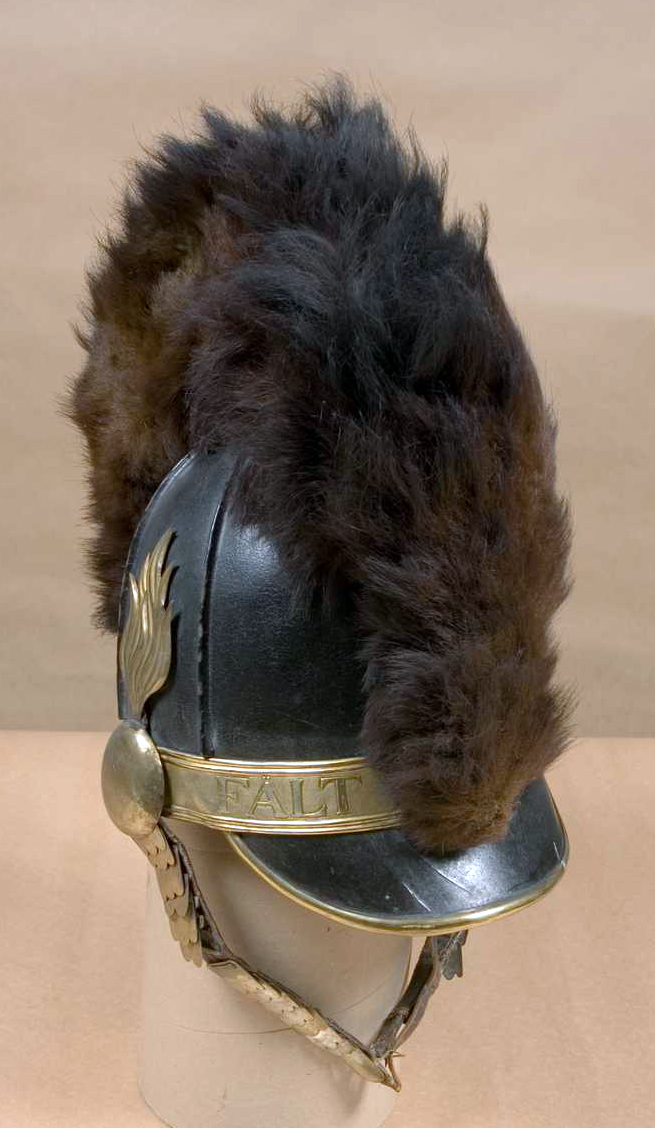
Kask m/1827 för officer med liggare av björnskinn.
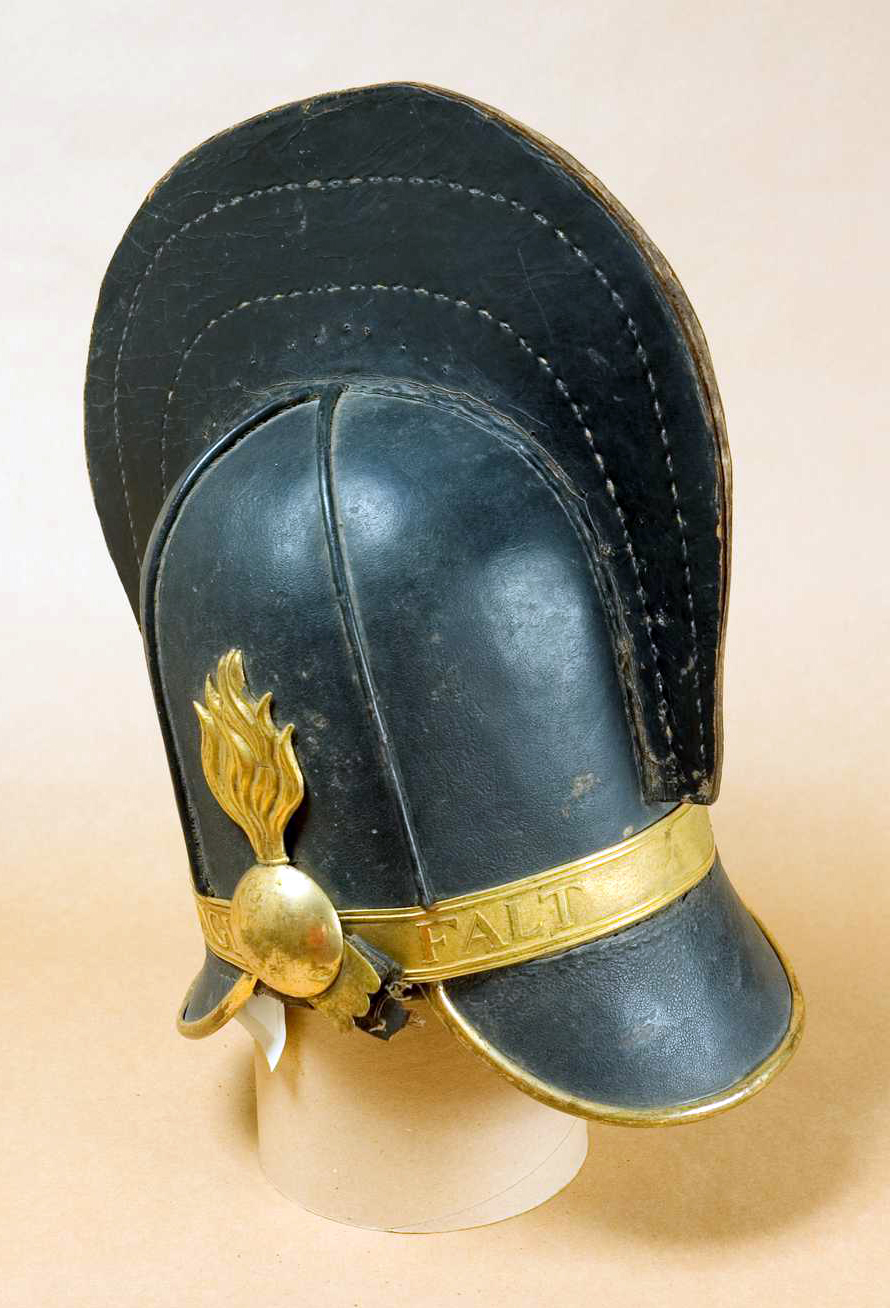
Kask m/1827 helt utan liggare.

### Webbkällor
1. 1 2  Hogman, Hans. ”Militaria”. Artilleriets uniformer. Arkiverad från originalet den 9 mars 2013. https://web.archive.org/web/20130309133404/http://www.algonet.se/~hogman/uniformer_armen_18.htm#Artilleriet_1840. Läst 21 september 2012.